# Stiftung Ordnungspolitik
Die Stiftung Ordnungspolitik ist eine Denkfabrik, die sich laut Eigendarstellung mit der ordnungspolitischen Tradition der Freiburger Schule befasst. Selbstgestecktes Ziel ist die Pflege und wissenschaftliche Weiterentwicklung der Ordnungsökonomik, aufbauend auf den Ideen von Walter Eucken und Friedrich August von Hayek. 
Die Stiftung erarbeitet Politikoptionen und setzt sich für eine ordnungspolitische Diskussion in der Öffentlichkeit ein. Zu diesem Zweck organisiert sie Vorträge und Diskussionsrunden mit Persönlichkeiten aus Politik, Wissenschaft und Wirtschaft wie beispielsweise Angela Merkel, Axel A. Weber, Jens Weidmann, Sabine Lautenschläger, Wolfgang Schäuble, Günther Oettinger, Cem Özdemir oder Barbara Hendricks.
Gegründet wurde die Stiftung im Dezember 1999 von Freiburger Bürgern aus Anlass des 50. Todestags von Walter Eucken. Die Stiftung ist steuerrechtlich als gemeinnützige anerkannt.
Unter dem Dach der Stiftung Ordnungspolitik befindet sich das „CDU-nahe“ Centrum für Europäische Politik (cep). Dieser Think Tank nimmt die Aufgaben der Stiftung Ordnungspolitik auf der Ebene der europäischen Politik wahr: Er untersucht Politikvorhaben der EU unter ordnungspolitischen Gesichtspunkten, um Politik, Medien und Öffentlichkeit dazu zu beraten und zu informieren. 2025 warb die Einrichtung etwa für die Abschwächung der europäischen Klimaschutzziele.
Vorsitzender des Vorstandes der Stiftung Ordnungspolitik und des Centrums für Europäische Politik ist Henning Vöpel. Vöpel löste im Januar 2022 seinen Vorgänger Lüder Gerken ab. Gerken ist seither Vorsitzender des Stiftungsrates der Stiftung Ordnungspolitik und Christoph Ehlers stellvertretender Vorsitzender. Im Kuratorium der Stiftung wirken bzw. wirkten u. a. Leszek Balcerowicz, Frits Bolkestein, Udo Di Fabio, Roman Herzog, Jürgen Stark, Holger Steltzner und Hans Tietmeyer mit.